# Nathaniel Lammons
Nathaniel Lammons (Arlington, 12 agosto 1993) è un tennista statunitense.
Specialista del doppio, ha vinto dieci titoli nel circuito maggiore e si è spinto fino alla semifinale degli US Open 2024. Vanta inoltre diversi altri titoli nei circuiti minori e ha raggiunto il 17º posto del ranking ATP nel gennaio 2025. Dal 2021 gioca esclusivamente in doppio.

## Carriera

### Nei tornei di College statunitensi
Dopo aver giocato con profitto in doppio nel campionato delle scuole superiori del Texas, nel 2012 entra nella Southern Methodist University (SMU) di Dallas e inizia a giocare con la squadra dell'ateneo, impegnata nei tornei di College statunitensi. Resta con la SMU fino alla laurea conseguita nel 2016 e ottiene alcuni buoni risultati. Fa le sue prime sporadiche apparizioni tra i professionisti a partire dal 2015.

### 2016-2017, inizi da professionista, 9 titoli ITF in doppio, prima semifinale Challenger e top 200
Passa al professionismo nell'estate del 2016, a quasi 23 anni, e subito dimostra di essere più competitivo in doppio vincendo il primo torneo disputato all'ITF U.S.A. F21. Nel prosieguo della stagione disputa altre 4 finali ITF di doppio e ne vince una, mentre in singolare non ottiene risultati di rilievo. Continua a raccogliere successi in doppio nei tornei ITF nel 2017 e a ottobre, al suo esordio in un torneo dell'ATP Challenger Tour, raggiunge la semifinale a Charlottesville in coppia con Alex Lawson. Entra per la prima volta nella top 200 del ranking, a fine stagione disputa e vince il suo ultimo torneo ITF e abbandona la categoria dopo aver vinto 9 titoli in un anno e mezzo.

### 2018, primo titolo Challenger, secondo turno agli US Open e 120º nel ranking
Nella prima metà della stagione 2018 raggiunge alcune semifinali Challenger, mentre continua a deludere in singolare e inizia a diradare i suoi impegni in questa specialità. A luglio raggiunge al The Hague Open la prima finale Challenger e conquista il titolo in coppia con Ruben Gonzales superando in finale Luis David Martínez / Gonçalo Oliveira con il punteggio di 6-3, 6-7, [10-5]. Dopo aver perso la finale al Sopot Open Challenger, ad agosto debutta nel circuito maggiore accedendo al tabellone principale degli US Open come alternate in coppia con Robert Galloway, eliminano al primo turno Kevin King / Reilly Opelka e al secondo cedono in due set agli specialisti Ivan Dodig / Marcel Granollers. Con questo risultato Lammons sale al 120º posto mondiale e riprende a giocare esclusivamente nei Challenger.

### 2019-2020, 7 titoli Challenger e top 100
Nei primi 5 tornei Challenger stagionali raggiunge con Galloway 4 finali e vince quella al prestigioso torneo di Newport Beach, dotato di un montepremi da 162.480 dollari, e quella di Cherbourg; a febbraio fa il suo ingresso nella top 100. In quel periodo affronta anche il suo secondo impegno nel circuito maggiore ed esce al primo turno al Sofia Open. A luglio vince con Fernando Romboli il Ludwigshafen Challenger e porta il best ranking alla 91ª posizione. A settembre compensa i punti persi non giocando gli US Open vincendo con Galloway il Challenger Series - New Haven, altro torneo da 162.480 dollari. Il mese successivo vince il suo secondo incontro nel circuito maggiore allo Stockholm Open. Nonostante la brevità della stagione 2020, con la pausa di 5 mesi dovuta al COVID-19, Lammons disputa 6 finali Challenger e vince in coppia con Treat Conrad Huey quelle di Cleveland, Columbus e Spalato.

### 2021, prime semifinali ATP, vittoria sui numeri 1 al mondo, 4 titoli Challenger
Nel 2021 inizia a giocare con maggiore continuità nel circuito ATP, tra febbraio e marzo disputa le sue prime semifinali a Montpellier e a Marsiglia in coppia con Jackson Withrow e a maggio porta il best ranking all'84ª posizione. Sconfitto al primo turno nel suo esordio a Wimbledon, negli altri tornei stagionali disputati nel circuito maggiore supera il primo turno solo agli US Open, dove ancora con Withrow sconfigge clamorosamente in due set i numeri 1 e 2 del mondo Nikola Mektic / Mate Pavic e vengono eliminati al secondo turno. Continua a raccogliere successi nei Challenger vincendo 4 delle 5 finali raggiunte, tre con Withrow a Nur-Sultan, Heilbronn e Champaign, e una con André Göransson a Biella. A fine anno gioca i suoi ultimi incontri in singolare, dopo che in carriera ne ha vinti solo alcuni nei tornei ITF e non ha mai superato il primo turno nei rari tornei Challenger a cui si è qualificato.

### 2022, primi due titoli ATP e top 50
Gioca con Withrow al suo esordio assoluto agli Australian Open, eliminano le teste di serie nº 11 Sander Gillé / Joran Vliegen ed escono di scena al secondo turno. A febbraio disputa a Santiago del Cile la sua prima finale ATP assieme a Goransson e cedono dopo due tie-break a Rafael Matos / Felipe Meligeni Alves. Ad aprile riprende l'ascesa nel ranking raggiungendo due finali Challenger e vince con Albano Olivetti quella di Spalato. Eliminato al primo turno al suo debutto sia al Roland Garros che a Wimbledon, a luglio trionfa con Withrow al Challenger 125 di Salisburgo e, dopo l'uscita al primo turno agli US Open, vincono anche il Cary Challenger.
Si impone definitivamente all'attenzione del grande pubblico a inizio autunno raggiungendo nei successivi tornei tre finali ATP consecutive e si aggiudica il primo titolo ATP vincendo con Withrow la prima a San Diego con il successo su Jason Kubler / Luke Saville per 7-6, 6-2. La settimana successiva trionfa in quella di Seul con Raven Klaasen sconfiggendo Nicolás Barrientos / Miguel Ángel Reyes Varela con il punteggio di 6-1, 7-5. Due settimane più tardi perde al terzo set con Withrow quella del Gijón Open contro Máximo González / Andrés Molteni e a novembre porta il best ranking alla 45ª posizione mondiale.

### 2023, 4 titoli ATP, quarti di finale a Wimbledon e US Open, semifinale a Miami e 27º al mondo
Disputa con Withrow anche i tornei nella prima parte del 2023, a gennaio vengono sconfitti al terzo set in finale all'ATP di Auckland da Nikola Mektić / Mate Pavić. Tra febbraio e marzo perdono due finali ATP contro Lucas Miedler / Alexander Erler a Dallas e soprattutto ad Acapulco, nella loro prima finale in un torneo ATP 500. Vengono eliminati all'esordio a Indian Wells nel suo primo torneo disputato in un Masters 1000 e la settimana successiva si impongono nel primo torneo della neonata categoria Challenger 175 a Phoenix. Subito dopo consegue con Withrow il risultato più prestigioso da inizio carriera raggiungendo la semifinale al Masters 1000 di Miami, eliminano i quotati Jamie Murray / Michael Venus e nei quarti le teste di serie nº 5 Lloyd Glasspool / Harri Heliövaara, e vengono sconfitti per 10-12 nel set decisivo da Santiago González / Édouard Roger-Vasselin che vinceranno il torneo.
A maggio sale al 30º posto del ranking e quello stesso mese perde la finale assieme a John Peers al Challenger 175 di Torino. Eliminato con Withrow al primo turno al Roland Garros, raggiunge la semifinale in doppio misto con Gabriela Dabrowski. Disputa poi con Withrow la semifinale sull'erba di Maiorca e i quarti a Wumbledon, ed è la prima volta per Lammons in una prova del Grande Slam; eliminano tra gli altri le teste di serie nº 7 Marcelo Arévalo / Jean-Julien Rojer e vengono sconfitti da Marcel Granollers / Horacio Zeballos al terzo set dopo aver vinto il primo. A luglio vincono il titolo sull'erba di Newport superando in finale in tre set William Blumberg / Max Purcell.
Si ripetono la settimana successiva all'Atlanta Open, nel match che assegna il titolo sconfiggono dopo due tie-break di nuovo Purcell, che questa volta gioca con Jordan Thompson. Ad agosto si impongono anche al Winston-Salem Open superando in finale Lloyd Glasspool / Neal Skupski. Continuano l'ascesa agli US Open, dove per la prima volta Lammons si spinge fino ai quarti di finale con il successo in due set sui numeri 1 e 2 del mondo Neal Skupski / Wesley Koolhof. Vengono eliminati da Rohan Bopanna / Matthew Ebden e a fine torneo sale al 27º posto mondiale. Perdono la finale ai successivi Zhuhai Championships contro Jamie Murray / Michael Venus e la settimana dopo vincono quella dell'Astana Open contro Mate Pavić / John Peers. A fine stagione vengono sconfitti da Rajeev Ram / Joe Salisbury in finale al Vienna Open e nei quarti al Paris Masters.

### 2024, quattro titoli ATP, semifinale agli US Open e top 20
Nel gennaio 2024 disputa con Withrow una semifinale in un ATP 250 e per la prima volta raggiunge il terzo turno agli Australian Open, a fine torneo porta il miglior ranking ATP al 22º posto. Sconfitti in semifinale al Rotterdam Open, i migliori risultati del periodo successivo sono i quarti raggiunti a Indian Wells e al Madrid Open. Tornano a vincere un torneo ATP a giugno sull'erba del Rosmalen Open superando in finale dopo due tie break Wesley Koolhof / Nikola Mektić. Sconfitti al terzo turno a Wimbledon, confermano il titolo vinto l'anno prima all'Atlanta Open superando in finale André Göransson / Sem Verbeek per [12-10] nel terzo set. La settimana successiva si impongono anche al Washington Open – conquistando il primo titolo dell'ATP Tour 500 – con la vittoria in finale su Rafael Matos / Marcelo Melo per 7-5, 6-3.
Conquistano il titolo anche a Winston-Salem superando in due set Julian Cash / Robert Galloway. Disputano la loro prima semifinale in uno Slam agli US Open, eliminano tra gli altri Ram / Salisbury (che avevano trionfato nelle ultime tre edizioni), vengono sconfitti dai vincitori del torneo Max Purcell / Jordan Thompson ed entrambi salgono alla 20ª posizione mondiale. Il miglior risultato nei tornei di fine anno sono i quarti di finale raggiunti allo Shanghai Masters.

### 2025, 17º nel ranking
Nonostante il negativo inizio del 2025 e l'uscita al secondo turno degli Australian Open, a fine torneo Lammons sale al 17º posto mondiale. Rimane inattivo oltre due mesi e mezzo dopo la sconfitta al primo turno al Dallas Open. Rientra al Madrid Open e con Withrow subisce altre sette sconfitte al turno di esordio. Vincono il primo incontro all'Halle Open ed escono al secondo turno.

## Statistiche
Aggiornate al 23 giugno 2025.

### Doppio

#### Vittorie (10)
| Legenda              |
| -------------------- |
| Grand Slam (0)       |
| ATP Finals (0)       |
| ATP Masters 1000 (0) |
| ATP Tour 500 (1)     |
| ATP Tour 250 (9)     |

| N.  | Data              | Torneo                                | Superficie | Compagno        | Avversari in finale                          | Punteggio         |
| 1.  | 25 settembre 2022 | San Diego Open, San Diego             | Cemento    | Jackson Withrow | Jason Kubler Luke Saville                    | 7-6(5), 6-2       |
| 2.  | 2 ottobre 2022    | Korea Open, Seul                      | Cemento    | Raven Klaasen   | Nicolás Barrientos Miguel Ángel Reyes Varela | 6-1, 7-5          |
| 3.  | 23 luglio 2023    | Hall of Fame Open, Newport            | Erba       | Jackson Withrow | William Blumberg Max Purcell                 | 6-3, 5-7, [10-5]  |
| 4.  | 30 luglio 2023    | Atlanta Open, Atlanta                 | Cemento    | Jackson Withrow | Max Purcell Jordan Thompson                  | 7-6(3), 7-6(4)    |
| 5.  | 26 agosto 2023    | Winston-Salem Open, Winston-Salem     | Cemento    | Jackson Withrow | Lloyd Glasspool Neal Skupski                 | 6-3, 6-4          |
| 6.  | 3 ottobre 2023    | Astana Open, Astana                   | Cemento    | Jackson Withrow | Mate Pavić John Peers                        | 7-6(4), 7-6(7)    |
| 7.  | 15 giugno 2024    | Rosmalen Open, 's-Hertogenbosch       | Erba       | Jackson Withrow | Wesley Koolhof Nikola Mektić                 | 7-6(5), 7-6(3)    |
| 8.  | 28 luglio 2024    | Atlanta Open, Atlanta (2)             | Cemento    | Jackson Withrow | André Göransson Sem Verbeek                  | 4-6, 6-4, [12-10] |
| 9.  | 4 agosto 2024     | Washington Open, Washington           | Cemento    | Jackson Withrow | Rafael Matos Marcelo Melo                    | 7-5, 6-3          |
| 10. | 24 agosto 2024    | Winston-Salem Open, Winston-Salem (2) | Cemento    | Jackson Withrow | Julian Cash Robert Galloway                  | 6-4, 6-3          |

#### Finali perse (7)
| Legenda              |
| -------------------- |
| Grand Slam (0)       |
| ATP Finals (0)       |
| ATP Masters 1000 (0) |
| ATP Tour 500 (2)     |
| ATP Tour 250 (5)     |

| N. | Data              | Torneo                              | Superficie    | Compagno        | Avversari in finale                | Punteggio              |
| 1. | 26 febbraio 2022  | Chile Open, Santiago del Cile       | Terra battuta | André Göransson | Felipe Meligeni Alves Rafael Matos | 6(8)-7, 6(3)-7         |
| 2. | 16 ottobre 2022   | Gijón Open, Gijón                   | Cemento (i)   | Jackson Withrow | Máximo González Andrés Molteni     | 7-6(6), 6(4)-7, [5-10] |
| 3. | 14 gennaio 2023   | Auckland Open, Auckland             | Cemento       | Jackson Withrow | Nikola Mektić Mate Pavić           | 4-6, 7-6(5), [6-10]    |
| 4. | 12 febbraio 2023  | Dallas Open, Dallas                 | Cemento (i)   | Jackson Withrow | Jamie Murray Michael Venus         | 6-1, 6(4)-7, [7-10]    |
| 5. | 4 marzo 2023      | Abierto Mexicano de Tenis, Acapulco | Cemento       | Jackson Withrow | Lucas Miedler Alexander Erler      | 6(9)-7, 6(3)-7         |
| 6. | 26 settembre 2023 | Zhuhai Championships, Zhuhai        | Cemento       | Jackson Withrow | Jamie Murray Michael Venus         | 4-6, 4-6               |
| 7. | 29 ottobre 2023   | Vienna Open, Vienna                 | Cemento (i)   | Jackson Withrow | Rajeev Ram Joe Salisbury           | 4-6, 7-5, [10-12]      |

### Tornei minori

#### Doppio

##### Vittorie (25)
| Legenda         |
| --------------- |
| Challenger (16) |
| Futures (9)     |

| N.  | Data              | Torneo                                           | Superficie  | Compagno          | Avversari in finale                    | Punteggio           |
| 1.  | 21 luglio 2018    | The Hague Open, Scheveningen                     | Terra rossa | Ruben Gonzales    | Luis David Martínez Gonçalo Oliveira   | 6-3, 6(8)-7, [10-5] |
| 2.  | 26 gennaio 2019   | Challenger Series - Newport Beach, Newport Beach | Cemento     | Robert Galloway   | Romain Arneodo Andrėj Vasileŭski       | 7-5, 7-6(1)         |
| 3.  | 17 febbraio 2019  | Challenger La Manche, Cherbourg                  | Cemento (i) | Robert Galloway   | Raul Brancaccio Javier Barranco Cosano | 4-6, 7-6(4), [10-8] |
| 4.  | 6 luglio 2019     | Ludwigshafen Challenger, Ludwigshafen            | Terra rossa | Fernando Romboli  | Pedro Sousa João Domingues             | 7-6(4), 6-1         |
| 5.  | 7 settembre 2019  | Challenger Series - New Haven, New Haven         | Cemento     | Robert Galloway   | Sander Gillé Joran Vliegen             | 7-5, 6-4            |
| 6.  | 15 febbraio 2020  | Cleveland Open, Cleveland                        | Cemento     | Treat Conrad Huey | Luke Saville John-Patrick Smith        | 7-5, 6-2            |
| 7.  | 29 febbraio 2020  | Columbus Challenger, Columbus                    | Cemento     | Treat Conrad Huey | Lloyd Glasspool Alex Lawson            | 7-6(3), 7-6(4)      |
| 8.  | 3 ottobre 2020    | Split Open, Spalato                              | Terra rossa | Treat Conrad Huey | André Göransson Hunter Reese           | 6-4, 7-6(3)         |
| 9.  | 7 marzo 2021      | Nur-Sultan Challenger II, Nur-Sultan             | Cemento (i) | Jackson Withrow   | Nathan Pasha Max Schnur                | 6-4, 6-2            |
| 10. | 7 maggio 2021     | Biella Challenger V, Biella                      | Terra rossa | André Göransson   | Rafael Matos Felipe Meligeni Alves     | 7-6(3), 6-3         |
| 11. | 15 maggio 2021    | Heilbronner Neckarcup, Heilbronn                 | Terra rossa | Jackson Withrow   | André Göransson Sem Verbeek            | 6(4)-7, 6-4, [10-8] |
| 12. | 20 novembre 2021  | Champaign-Urbana Challenger, Champaign           | Cemento (i) | Jackson Withrow   | Treat Conrad Huey Max Schnur           | 6-4, 3-6, [10-6]    |
| 13. | 23 aprile 2022    | Split Open, Spalato                              | Terra rossa | Albano Olivetti   | Sadio Doumbia Fabien Reboul            | 4-6, 7-6(6), [10-7] |
| 14. | 9 luglio 2022     | Salzburg Open, Salisburgo                        | Terra rossa | Jackson Withrow   | Alexander Erler Lucas Miedler          | 7-5, 5-7, [11-9]    |
| 15. | 17 settembre 2022 | Cary Challenger, Cary                            | Cemento     | Jackson Withrow   | Treat Conrad Huey John-Patrick Smith   | 7-5, 2-6, [10-5]    |
| 16. | 19 marzo 2023     | Arizona Tennis Classic, Phoenix                  | Cemento     | Jackson Withrow   | Hugo Nys Jan Zieliński                 | 6(1)-7, 6-4, [10-8] |

##### Finali perse (20)
| Legenda         |
| --------------- |
| Challenger (10) |
| Futures (10)    |

| N.  | Data              | Torneo                          | Superficie  | Compagno          | Avversari in finale               | Punteggio              |
| 1.  | 4 agosto 2018     | Sopot Open, Sopot               | Terra rossa | Ruben Gonzales    | Mateusz Kowalczyk Szymon Walków   | 6(6)-7, 3-6            |
| 2.  | 12 gennaio 2019   | Columbus Challenger, Columbus   | Cemento (i) | Robert Galloway   | Maxime Cressy Bernardo Saraiva    | 5-7, 6(3)-7            |
| 3.  | 2 febbraio 2019   | Cleveland Open, Cleveland       | Cemento     | Robert Galloway   | Romain Arneodo Andrėj Vasileŭski  | 4-6, 6(4)-7            |
| 4.  | 12 luglio 2019    | Braunschweig Open, Braunschweig | Terra rossa | Antonio Šančić    | Guillermo Durán Simone Bolelli    | 3-6, 2-6               |
| 5.  | 19 settembre 2020 | Iași Open, Iași                 | Terra rossa | Treat Conrad Huey | Rafael Matos João Menezes         | 2-6, 2-6               |
| 6.  | 24 ottobre 2020   | Istanbul Challenger, Istanbul   | Cemento     | Robert Galloway   | Ariel Behar Gonzalo Escobar       | 6-4, 3-6, [7-10]       |
| 7.  | 14 novembre 2020  | Cary Challenger, Cary           | Cemento     | Luke Bambridge    | Tejmuraz Gabašvili Dennis Novikov | 5-7, 6-4, [8-10]       |
| 8.  | 18 settembre 2021 | Szczecin Open, Stettino         | Terra rossa | André Göransson   | Santiago González Andrés Molteni  | 6-2, 2-6, [13-15]      |
| 9.  | 16 aprile 2022    | Sarasota Open, Sarasota         | Terra verde | André Göransson   | Robert Galloway Jackson Withrow   | 3-6, 6(3)-7            |
| 10. | 20 maggio 2023    | Torino Challenger, Torino       | Terra rossa | John Peers        | Andrej Golubev Denys Molčanov     | 6(4)-7, 7-6(6), [5-10] |

## Risultati in progressione
| Sigla | Risultato               |
| ----- | ----------------------- |
| V     | Vincitore               |
| F     | Finalista               |
| SF    | Semifinalista           |
| O     | Oro olimpico            |
| A     | Argento olimpico        |
| SF    | Bronzo olimpico         |
| QF    | Quarti di Finale        |
| 4T    | Quarto turno            |
| 3T    | Terzo turno             |
| 2T    | Secondo turno           |
| 1T    | Primo turno             |
| RR    | Round Robin             |
| LQ    | Turno di qualificazione |
| A     | Assente                 |
| ND    | Non disputato           |

| Legenda superfici    |
| -------------------- |
| Cemento              |
| Terra battuta        |
| Erba                 |
| Superficie variabile |

### Doppio
| Tornei Grande Slam         |     |     |     |     |     |     |     |       |
| Australian Open, Melbourne | A   | A   | A   | A   | 2T  | 1T  | 3T  | 2-3   |
| Roland Garros, Parigi      | A   | A   | A   | A   | 1T  | 1T  | 1T  | 0-3   |
| Wimbledon, Londra          | A   | A   | ND  | 1T  | 1T  | QF  | 3T  | 5-4   |
| US Open, New York          | 2T  | 1T  | 1T  | 2T  | 2T  | QF  | SF  | 10-7  |
| Vittorie-Sconfitte         | 1-1 | 0-1 | 0-1 | 1-2 | 2-4 | 6-4 | 7-4 | 17-17 |